# 社區前進
社區前進（英語：Community March）曾經是香港民主派一個民間組織，關注基層、勞工議題，關注油尖旺社區發展，營造區內社區網絡。至2021年9月8日宣佈解散。

## 名字和宗旨
「社區前進」名字的由來，召集人指組織以「社區」工作為本，「前進」予人希望，名字意謂用社區工作推動「民主運動的前進」。
宗旨則是扎根社區，由社區開始，重建民主陣地，重奪香港。社區則主打油尖旺區，關注基層、勞工議題，動員街坊關注自己權益，長遠目標是參與選舉。

## 解散前成員
- 朱江瑋（江仔、朱仔），勞工工作者、深水埗社區協會前主席、街工前執委會成員。
- 胡穗珊（Suzanne），新婦女協進會計劃統籌、工黨前主席。[3]
- 賀卓軒（Isaac），註冊社工、社福同行成員、2017至2022年選舉委員會社會福利界選舉委員。
- 李國權（阿權），關注綜援低收入聯盟幹事、註冊社工、基層組織者。
- 吳志輝（輝哥），香港廚師聯盟主席、民生議政召集人、旺角街頭表演者協會幹事。

## 參與選舉

### 2019年油尖旺區議會大南選區補選
成員李國權「阿權社工」代表民主派參與2019年3月24日舉行的油尖旺區議會大南選區補選，與經民聯成員李思敏競逐同是經民聯的區議員莊永燦因病逝導致的議席空缺。最終李國權得1,134票（45.78％），以209票之差落選。

### 2019年區議會選舉
社區前進在2019年區議會選舉中派出5人參選，冀透過區議會議席，爭取更多資源從事地區組織工作。目標選區則集中在油尖旺，以油麻地、旺角等地理上集中，成員可互相支援，議題也有關連，並認為深水埗民主派實力不錯，希望在此區繼續加強民主派的力量。其後，社區前進取得5個區議會議席，全數當選。

## 外部連結
- 社區前進的Facebook專頁
- 朱江瑋的Facebook專頁
- 胡穗珊的Facebook專頁
- 賀卓軒的Facebook專頁
- 李國權的Facebook專頁